# Seznam moravských zemských rabínů

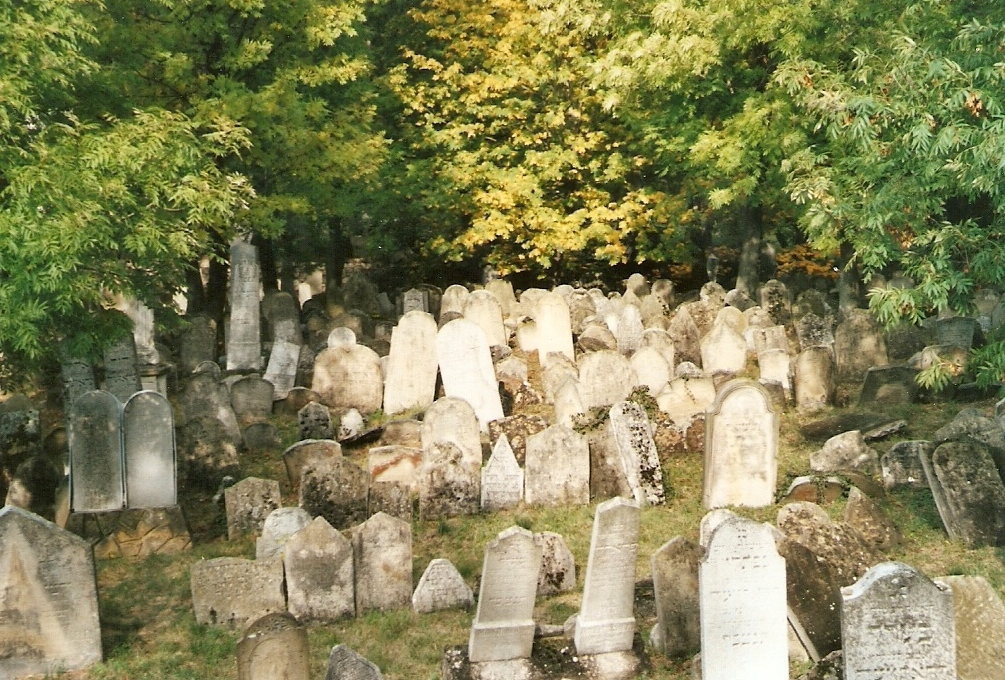
Židovský hřbitov v Mikulově, kde jsou mnozí moravští zemští rabíni pohřbeni

Moravský zemský rabín byl od 16. do 20. století představitelem moravských Židů a do roku 1851 sídlil v Mikulově, další sídla jsou vyznačena v závorce.

## Seznam moravských zemských rabínů
- Mordechai Moses Eles (?–1553)[1]
- Jehuda ben Becalel (1553–1573)
- Jehuda Löb Eilenburg (1574–1618)
- Gabriel ben Chajim ben Sinaj (1618–1624)
- Jom Tov Lipmann Heller (1624)
- Petachja ben Joseph (1631–1637)
- Abraham ben Mordechaj Jaffe (1637–1647)
- Menahem Mendel Krochmal (1648–1661)
- Geršon Aškenazi (1661)
- Aaron Jacob ben Ezekiel (1671)
- Jehuda Löb Krochmal (1672–1684)
- Eliezer Mendel Fanta (1684–1690)
- David Oppenheim (1690–1702)
- Gabriel Eskeles (1709–1718)
- Bernard Eskeles (1718–1753)
- Moses Lewuw-Lemburger (1753–1757)
- Geršon Politz (1757–1772)
- Šemuel Šmelke Horovic (1772–1778)
- Geršon Chajes (1780–1789)
- Mordechaj Benet (1790–1829)
- Nehemias Trebitsch (1832–1842)
- Samson Raphael Hirsch (1847–1851)
- Abraham Placzek (pověřen správou, 1851–1884, sídlo rabinátu v Boskovicích)[2]
- Baruch Placzek (pověřen správou, 1884–1922, sídlo rabinátu v Brně)[3]